# KkStB 164
Die Dampflokomotive kkStB 164.01 war eine Tenderlokomotive der kkStB, die ursprünglich von den Bukowinaer Lokalbahnen stammte.
Sie trug auch den Namen „KONRAD HOHENLOHE“.
Diese dreifach gekuppelte Tenderlokomotive wurde 1906 von Krauss in Linz geliefert.
Sie hatte Innenrahmen und Außensteuerung.
Bei der kkStB wurde sie als 164.01 bezeichnet.
Nach dem Ersten Weltkrieg kam sie zur CFR.